# أحمد بن سلمان بن عبد العزيز آل سعود
الأمير أحمد بن سلمان بن عبد العزيز آل سعود ( 6 جمادى الأولى 1378هـ / 17 نوفمبر 1958، وفاة 12 جمادى الأولى 1423هـ / 22 يوليو 2002 الرياض) الابن الثالث من أبناء خادم الحرمين الشريفين الملك سلمان بن عبد العزيز آل سعود، ووالدته هي الأميرة سلطانة بنت تركي بن أحمد السديري كان رئيس مجلس إدارة المجموعة السعودية للأبحاث والتسويق وضابط سابق برتبة نقيب في القوات المسلحة . 
وتلقى تعليمه الابتدائي في معهد العاصمة النموذجي في مدينة الرياض وأنهى الثانوية العامة عام 1394هـ/1974م ثم ذهب إلى الولايات المتحدة الأمريكية وفي عام 1401 هـ /  1981 م التحق بجامعة كاليفورنيا في إفاين وحصل على درجة البكالوريوس في العلوم الاجتماعية.

## مناصبه
- عمل في القوات المسلحة السعودية وترقى إلى رتبة نقيب في عام 1985م
- ثم اتجه إلى العمل الخاص وأنشأ شركة أساس العالمية للمقاولات والصيانة والتشغيل(1) وتولى رئاسة إدارتها
- كما تولى رئاسة مجلس إدارة المجموعة السعودية للأبحاث والتسويق منذ عام 1989م المتختصة بشؤون الطباعة والنشر وتم إصدار عدد كبير من المطبوعات اليومية والأسبوعية والشهرية
- أمين عام جمعية الأمير فهد بن سلمان الخيرية لرعاية مرضى الفشل الكلوي

## أعماله الخيرية
كان له العديد من الاهتمات الخيرية والإنسانية تمثلت في عضويته في الجمعيات والمؤسسات الخيرية مثل
- جمعية الأمير فهد بن سلمان الخيرية لرعاية مرضى الفشل الكلوي.
- الجمعية العمومية لجمعية الأطفال المعاقين.
- الرئاسة الفخرية للجمعية السعودية للطب المخبري.

## اهتماته الرياضية
حظيت الرياضة السعودية هي كذلك باهتمام سموه حيث أنه كان عضو شرف داعم لنادي النصر السعودي ويمتلك شركة متخصصة في الخيل في الولايات المتحدة الأمريكية وأخيراً اختياره من قبل ولاية نيويورك رئيساً فخرياً لمجلس إدارة نادي سباقات الخيل في الولاية.

## وفاته
في 10 جمادى الأولى 1423 هـ ( قبل وفاته بـ يومان ) قرر الأطباء خروج الأمير أحمد بن سلمان بن عبد العزيز آل سعود في 13 جمادى الأولى 1423 هـ ، وكان قد قرر الأمير عند الخروج الذهاب لوالدته في إسبانيا ، ولكن شاءت قدرة الله بأن ينتقل الأمير أحمد إلى جواره قبل موعد الخروج بيوم واحد ، وتوفي الأمير أحمد بن سلمان بن عبد العزيز آل سعود يوم الاثنين 12 جمادى الأولى 1423 هـ الموافق 22 يوليو 2002 في مستشفى الملك فيصل التخصصي في الرياض عن عمر ناهز 45 عاما بعد إصابته بمرض عضال ( مجهول )  بعد وفاة أخيه فهد بن سلمان بن عبد العزيز آل سعود بعام واحد و 8 أيام .
وقد كان والده سلمان بن عبد العزيز آل سعود في مدينة جنيف ووصل الى الرياض فور علمه بـ وفاة إبنه  وصُلِّيَ عليه في جامع الإمام تركي بن عبد الله في الرياض بعد صلاة العصر يوم الثلاثاء 13 جمادى الأولى 1423 هــ ووُري جثمانه الثرى في مقبرة العود وسط مشاركة من جميع أفراد العائلة المالكة السعودية . 

## أسرته

### إخوته الأشقاء
- الأمير فهد بن سلمان بن عبد العزيز آل سعود
- الأمير سلطان بن سلمان بن عبد العزيز آل سعود
- الأمير عبد العزيز بن سلمان بن عبد العزيز آل سعود
- الأمير فيصل بن سلمان بن عبد العزيز آل سعود
- الأميرة حصة بنت سلمان بن عبد العزيز آل سعود

### زوجاته
- متزوج من الأميرة لمياء بنت مشعل بن سعود بن عبد العزيز آل سعود[2]

### أبناؤه
- الأميرة نجلاء بنت أحمد بن سلمان آل سعود مواليد 1993.[3] مؤسسة ومالكة "شركة آثارنا"، المملكة العربية السعودية، وتشغل عضوية مجلس إدارة "هيئة التراث السعودية" منذ 22 يوليو/تموز 2020، ومجلس أمناء "المعهد الملكي للفنون التقليدية" متزوجة من الأمير خالد بن بندر بن خالد الفيصل بن عبد العزيز آل سعود.[4] (لها من الابناء احمد بن خالد بن بندر بن خالد الفيصل)
- الأميرة ياسمين بنت أحمد بن سلمان آل سعود. مواليد (1996) كاتبه ومديرة التثقيف بمركز الملك سلمان لأبحاث الإعاقة
- الأميرة لنا بنت أحمد بن سلمان آل سعود.[5] مواليد 1996
- الأميرة علياء بنت أحمد بن سلمان آل سعود. مواليد 1996، متزوجة من الامير عبدالله بن عبدالعزيز بن ماجد بن عبدالعزيز آل سعود . رسّامه سعودية  وشاركت في العديد من المعارض داخل وخارج المملكة كما أنها تعمل حالياً مساعدة في معهد مسك للفنون، حصلت علي درجة البكالوريوس متخصصة الثقافة الرقمية في كلية كينجز لندن عام ٢٠١٨، وبعدها وجّهت جهودها وأبحاثها الى الفن التشكيلي. وتخرجت من مرحلة الماجستير من الكلية الملكية للفنون، حيث سلطت اهتمامها على اللوحات وأيضًا على استخدام مواد وأدوات متنوعة للمقاربة ما بين الذاكرة، والمكان، والمناظر الطبيعية في الأعمال الكتابية والمرئي.
- الأمير فيصل بن أحمد بن سلمان آل سعود (مواليد 2001م). متخرج من جامعة King’s College London بدرجة البكالريوس(تمت خطوبته من صاحبة السمو الملكي-الأميرة هيا بنت بندر بن خالد الفيصل بن عبدالعزيز آل سعود-)